# Myiopharus nitida
Myiopharus nitida là một loài ruồi trong họ Tachinidae.